# Mustafa Bahadır
Mustafa Bahadır (* 30. Mai 1969 in Trabzon) ist ein ehemaliger türkischer Fußballspieler und jetziger Fußballtrainer.

## Spielerkarriere
Die Anfangsphase Bahadırs Fußballspielerkarriere ist weitestgehend undokumentiert. Er begann ab dem Sommer 1990 für den Zweitligisten Petrol Ofisi SK aufzulaufen. Für diesen Verein machte er als Ergänzungsspieler in zwei Spielzeiten insgesamt 18 Ligaspiele. Für die Spielzeit 1992/93 wurde er an den Stadt- und Ligarivalen Keçiörengücü ausgeliehen. In die nächste Saison startete er zwar bei Petrol Ofisi, wurde aber bereits im Oktober 1993 an den Drittligisten Alanyaspor ausgeliehen.
Im Sommer 1994 verließ er Petrol Ofisi, nachdem dieser Verein den Aufstieg in die 1. Lig erreicht hatte, und wechselte innerhalb Ankaras zum Drittligisten DHMİ Ankara. Nach diesem Verein spielte er für eine Reihe von Dritt- und Zweitligisten, ehe er im Sommer 1998 zum Zweitligisten Bucaspor wechselte. Für diesen Verein spielte er die nächsten zwei Jahre. Anschließend wechselte er im Jahr 2000 zu Altay Izmir. Diesen Verein verließ er aber bereits wenige Tage nach der Vertragsunterschrift wieder. Im Nachfolgenden spielte er für diverse Dritt- bzw. Viertligisten, ehe er im Sommer 2004 beim Amateurklub Buca Zaferspor seine Karriere beendete.

## Trainerkarriere
Nach seiner aktiven Laufbahn entschied er sich, Fußballtrainer zu werden. Zuerst arbeitete er ab 2007 als Co-Trainer bei Istanbuler Sportklub Maltepespor. Bereits zum Sommer 2007 kehrte er zu Bucaspor zurück und arbeitete in unterschiedlichen Position für die Nachwuchsabteilung bis ins Jahr 2010.
In der Saison 2011/12 betreute er als Cheftrainer Somaspor.
Im Sommer 2013 wurde Bahadır bei Bucaspor als Trainer der Reservemannschaft eingestellt. Nachdem Ende November 2013 der Cheftrainer der 1. Mannschaft, Kemal Kılıç, von seinem Amt zurückgetreten war, löste Bahadır ihn als Cheftrainer ab. Da Bahadır keine Lizenz zum Cheftrainer besitzt, wird offiziell Mehmet Nuri Adıgüzel als Cheftrainer angegeben und Bahadır als Co-Trainer. Zum Saisonende wurde er dann durch Sait Karafırtınalar ersetzt. Zur Rückrunde übernahm er erneut das Cheftraineramt bei Bucaspor und ersetzte damit seinen Nachfolger Sait Karafırtınalar ersetzt.